# Tarascon

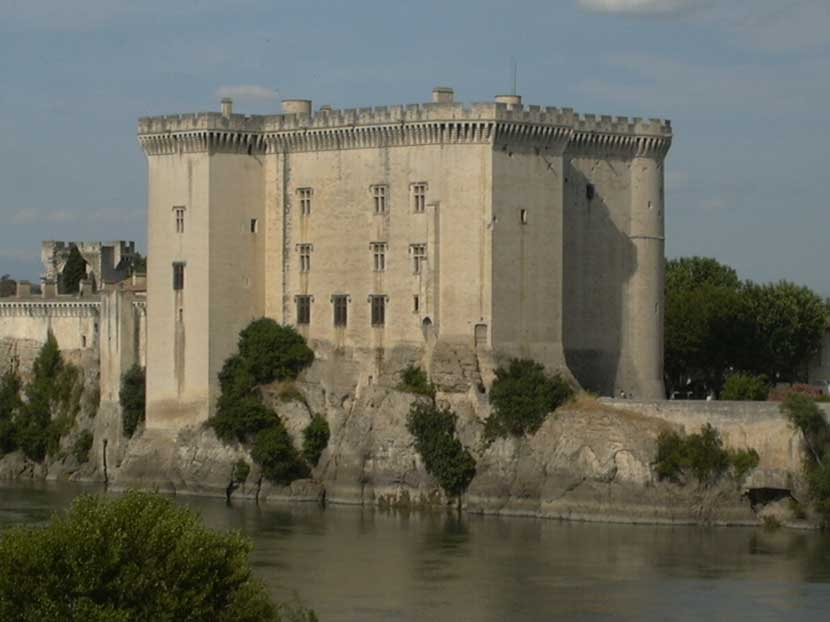
Castelul Tarascon pe râul Rhône

Tarascon este o comună în departamentul Bouches-du-Rhône din Franța. Se află lângă Râul Ron, la o altitudine de 17 m deasupra nivelului mării. Are o suprafață de 73,97 km². Populația este de 15.525 locuitori, determinată în 1 ianuarie 2022, prin recensământ.

## Monumente
- Biserica Sfânta Marta din Tarascon⁠(en)[traduceți], monument istoric din secolul al XII-lea
- Mănăstirea Frigolet, fondată în secolul al X-lea